# Basketball Bundesliga 2005-06
La Basketball Bundesliga 2005-06 fue la edición número 40 de la Basketball Bundesliga, la primera división del baloncesto profesional de Alemania. El campeón fue el Köln 99ers, que lograba su primer título, mientras que lograron plaza de descenso el Nürnberg Falcons BC y el Basketball Löwen Braunschweig, pero debido a la ampliación de la liga de 16 a 18 equipos, fueron ambos repescados.

## Equipos
| Equipo                           | Ciudad       | Arena                      | Capacidad |
| -------------------------------- | ------------ | -------------------------- | --------- |
| Brose Baskets                    | Bamberg      | Stechert Arena             | 6,800     |
| Alba Berlin                      | Berlin       | O2 World Berlin            | 14,500    |
| Telekom Baskets Bonn             | Bonn         | Telekom Dome               | 6,000     |
| New Yorker Phantoms Braunschweig | Braunschweig | Volkswagen Halle           | 6,600     |
| Eisbären Bremerhaven             | Bremerhaven  | Bremerhaven Stadthalle     | 4,050     |
| Köln 99ers                       | Colonia      | GEW Energy Dome            | 3,232     |
| Fraport Skyliners                | Frankfurt    | Fraport Arena              | 5,002     |
| LTi Gießen 46ers                 | Gießen       | Sporthalle Gießen-Ost      | 4,003     |
| BG Karlsruhe                     | Karlsruhe    | Europahalle Karlsruhe      | 4,800     |
| Bayer Giants Leverkusen          | Leverkusen   | Smidt-Arena                | 3,500     |
| MHP Riesen Ludwigsburg           | Ludwigsburg  | Rundsporthalle Ludwigsburg | 3,008     |
| Nürnberg Falcons BC              | Nürnberg     | BBZ Sporthalle             | 2,140     |
| EWE Baskets Oldenburg            | Oldenburg    | Große EWE Arena            | 6,069     |
| Artland Dragons                  | Quakenbrück  | Artland-Arena              | 3,000     |
| TBB Trier                        | Trier        | Arena Trier                | 5,900     |
| Walter Tigers Tübingen           | Tübingen     | Paul Horn-Arena            | 3,132     |

## Resultados

### Temporada regular
|     | Equipo                      | J  | G  | P  | PF    | PC    | Pts | Clasificación                         |
| --- | --------------------------- | -- | -- | -- | ----- | ----- | --- | ------------------------------------- |
| 1.  | Alba Berlin                 | 30 | 26 | 4  | 2.722 | 2.353 | 52  | playoffs                              |
| 2.  | GHP Bamberg                 | 30 | 24 | 6  | 2.340 | 2.069 | 48  | playoffs                              |
| 3.  | Köln 99ers                  | 30 | 21 | 9  | 2.333 | 2.176 | 42  | playoffs                              |
| 4.  | Eisbären Bremerhaven        | 30 | 19 | 11 | 2.323 | 2.287 | 38  | playoffs                              |
| 5.  | Artland Dragons Quakenbrück | 30 | 17 | 13 | 2.423 | 2.332 | 34  | playoffs                              |
| 6.  | EnBW Ludwigsburg            | 30 | 16 | 14 | 2.361 | 2.423 | 32  | playoffs                              |
| 7.  | Telekom Baskets Bonn        | 30 | 16 | 14 | 2.430 | 2.409 | 32  | playoffs                              |
| 8.  | EWE Baskets Oldenburg       | 30 | 15 | 15 | 2.490 | 2.474 | 30  | playoffs                              |
| 9.  | TBB Trier                   | 30 | 15 | 15 | 2.472 | 2.453 | 30  |                                       |
| 10. | Bayer Giants Leverkusen     | 30 | 13 | 17 | 2.507 | 2.537 | 26  |                                       |
| 11. | Gießen 46ers                | 30 | 11 | 19 | 2.378 | 2.531 | 22  |                                       |
| 12. | Walter Tigers Tübingen      | 30 | 11 | 19 | 2.282 | 2.404 | 22  |                                       |
| 13. | BG Karlsruhe                | 30 | 10 | 20 | 2.324 | 2.432 | 20  |                                       |
| 14. | Skyliners Frankfurt         | 30 | 10 | 20 | 2.208 | 2.294 | 20  |                                       |
| 15. | Sellbytel Baskets Nürnberg  | 30 | 9  | 21 | 2.292 | 2.486 | 18  | Descienden a 2. Basketball-Bundesliga |
| 16. | Energy Braunschweig         | 30 | 7  | 23 | 2.226 | 2.451 | 14  | Descienden a 2. Basketball-Bundesliga |

## Playoffs
|  | Cuartos de final | Cuartos de final      | Cuartos de final |                      |    | Semifinales | Semifinales | Semifinales |  |    | Final       | Final | Final |  |
|  |                  |                       |                  |                      |    |             |             |             |  |    |             |       |       |  |
|  |                  |                       |                  |                      |    |             |             |             |  |    |             |       |       |  |
|  | 1.               | ALBA Berlin           | 3                |                      |    |             |             |             |  |    |             |       |       |  |
|  | 1.               | ALBA Berlin           | 3                |                      |    |             |             |             |  |    |             |       |       |  |
|  | 8.               | EWE Baskets Oldenburg | 2                |                      |    |             |             |             |  |    |             |       |       |  |
|  | 8.               | EWE Baskets Oldenburg | 2                |                      | 1. | ALBA Berlin | 3           |             |  |    |             |       |       |  |
|  |                  |                       |                  |                      | 1. | ALBA Berlin | 3           |             |  |    |             |       |       |  |
|  |                  |                       | 4.               | Eisbären Bremerhaven | 1  |             |             |             |  |    |             |       |       |  |
|  | 4.               | Eisbären Bremerhaven  | 4.               | Eisbären Bremerhaven | 1  | 3           |             |             |  |    |             |       |       |  |
|  | 4.               | Eisbären Bremerhaven  |                  |                      |    |             |             |             |  |    |             |       |       |  |
|  | 5.               | Artland Dragons       | 2                |                      |    |             |             |             |  |    |             |       |       |  |
|  | 5.               | Artland Dragons       | 2                |                      |    |             |             |             |  | 1. | ALBA Berlin | 1     |       |  |
|  |                  |                       |                  |                      |    |             |             |             |  | 1. | ALBA Berlin | 1     |       |  |
|  |                  |                       | 3.               | Köln 99ers           | 3  |             |             |             |  |    |             |       |       |  |
|  | 2.               | GHP Bamberg           | 3.               | Köln 99ers           | 3  | 3           |             |             |  |    |             |       |       |  |
|  | 2.               | GHP Bamberg           |                  |                      |    |             |             |             |  |    |             |       |       |  |
|  | 7.               | Telekom Baskets Bonn  | 1                |                      |    |             |             |             |  |    |             |       |       |  |
|  | 7.               | Telekom Baskets Bonn  | 1                |                      | 2. | GHP Bamberg | 2           |             |  |    |             |       |       |  |
|  |                  |                       |                  |                      | 2. | GHP Bamberg | 2           |             |  |    |             |       |       |  |
|  |                  |                       | 3.               | Köln 99ers           | 3  |             |             |             |  |    |             |       |       |  |
|  | 3.               | Köln 99ers            | 3.               | Köln 99ers           | 3  | 3           |             |             |  |    |             |       |       |  |
|  | 3.               | Köln 99ers            |                  |                      |    |             |             |             |  |    |             |       |       |  |
|  | 6.               | EnBW Ludwigsburg      | 0                |                      |    |             |             |             |  |    |             |       |       |  |
|  | 6.               | EnBW Ludwigsburg      | 0                |                      |    |             |             |             |  |    |             |       |       |  |
|  |                  |                       |                  |                      |    |             |             |             |  |    |             |       |       |  |

## Galardones
MVP de la temporada
- Jovo Stanojević, ALBA Berlin

MVP de las Finales
- Immanuel McElroy, Köln 99ers

Mejor jugador ofensivo
- Andrew Wisniewski, Telekom Baskets Bonn

Mejor jugador defensivo
- Koko Archibong, GHP Bamberg

Entrenador del Año
- Šarūnas Sakalauskas, Eisbären Bremerhaven

Jugador más mejorado
- Andrew Wisniewski, Telekom Baskets Bonn

Mejor jugador sub-22
- Anton Gavel, Gießen 46ers

Mejores quintetos de la BBL
| - Mejor quinteto: - G Pascal Roller, Skyliners Frankfurt - G Mike Penberthy, ALBA Berlin - F Chuck Eidson, Gießen 46ers - F Aleksandar Nađfeji, Köln 99ers - C Jovo Stanojević, ALBA Berlin | - 2º mejor quinteto: - G Justin Love, EnBW Ludwigsburg - G Brian Brown, TBB Trier - F Nate Fox, Bayer Giants Leverkusen - F Koko Archibong, GHP Bamberg - C Ermin Jazvin, EnBW Ludwigsburg |